# Matthieu Ricard

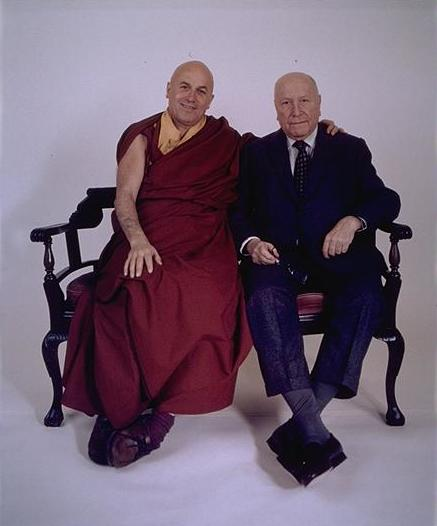
Matthieu Ricard i Jean-François Revel, tytułowi Mnich i filozof (fr. Le moine et le philosophe), współautorzy książki

Matthieu Ricard ne. माथ्यु रिका (ur. 15 lutego 1946 w Aix-les-Bains, region Rodan-Alpy) – francuski biochemik (cytologia, genetyka molekularna), pisarz i fotografik, mnich buddyjski (szkoła ningma buddyzmu tybetańskiego, klasztor Shechen w Katmandu), towarzyszący Dalajlamie XIV jako jego „prawa ręka” i oficjalny tłumacz na język francuski, nazywany „najszczęśliwszym człowiekiem na ziemi”.

## Życiorys

### Atmosfera rodzinnego domu
Matthieu Ricard urodził się 15 lutego 1946 roku w Aix-les-Bains. Jest synem francuskiego filozofa i pisarza Jean-François Revel (oryg. Jean-François Ricard) i Yahne le Toumelin, artystki malarki.
Matka, związana w młodości ze społecznością żeglarską Le Croisic (córka żeglarza, której brat odbył trzyletni samotny rejs wokółziemski), studiowała malarstwo i grafikę w Académie de la Grande Chaumière w Paryżu i w Institut Français in Mexico Painter. Jej prace, prezentowane na licznych wystawach, wysoko oceniał André Breton. Kierując się m.in. jego opinią, że twórca powinien koncentrować się na swoim wnętrzu, wstąpiła w roku 1968 do klasztoru tybetańskiego. Jej twórczość obejmuje malarstwo akwarelowe, scenografię teatralną, projektowanie kostiumów teatralnych i inne techniki wyrazu artystycznego (m.in. w plenerach Périgord).
Ojciec, znany jako „książę polemistów”, miał wszechstronne zainteresowania i zdolności. Był bezwzględnym ateistą i wolterianinem, demaskatorem perfidii komunizmu, ciętym polemistą, autorem licznych książek, m.in. o wymownych tytułach „Ani Marks, ani Jezus”, „Nowa cenzura”, „Pokusa totalitarna”, „Jak giną demokracje” (fr. Comment les démocraties finissent, książka dostępna w Polsce ok. 1970 roku w drugim obiegu), „Bezużyteczna wiedza”. Interesował się również sytuacją gospodarczo-polityczną krajów Europy Środkowo-Wschodniej po roku 1989. Przestrzegał młode demokracje przed poważnymi zagrożeniami.
Ojcem chrzestnym Mathieu Ricarda był Georgij Gurdżijew, filozof, mistyk i okultysta, pod którego wpływem była Yahne le Toumelin.
Dzieci, wychowywane w inspirującej atmosferze domu Jean-François Revela i Yahne le Toumelin, miały możliwość przebywania wśród intelektualnej i artystycznej elity Paryża. Mathieu Ricard nawiązał bliski kontakt z Luisem Buñuelem, Igorem Strawińskim, Henrim Cartierem-Bressonem. Studiował muzykę klasyczną, ornitologię i fotografikę.
W domu Ricardów dzieciom pozostawiono dużą swobodę wyrażania przekonań. Mathieu Ricard został mnichem tybetańskim, jego brat przeszedł na judaizm, a siostra na prawosławie. Efektem rodzinnych debat była m.in. wydana później książka-bestseller pt. „Mnich i filozof”.

### Studia w Paryżu
Odbył w Paryżu studia biologiczne, zakończone w roku 1972 doktoratem w dziedzinie genetyki molekularnej (obiektem badań cytologicznych były E. coli). Pracę wykonywał w Instytucie Pasteura, pod naukową opieką François Jacoba, laureata Nagrody Nobla w dziedzinie fizjologii lub medycyny (1965). Wyrazem biologicznych zainteresowań Ricarda jest też jego książka na temat migracji zwierząt, wydana w roku 1969 pt. The Mystery of Animal Migration (Hill & Wang, NY).
Jeszcze przed zakończeniem pracy doktorskiej odbył w roku 1967 pierwszą podróż do Indii. Chciał poznać sytuację tybetańskich mistrzów, zmuszonych do ucieczki z zajętego przez Chiny Tybetu (zob. buddyzm tybetański po roku 1950). Potrzebę wyjazdu poczuł pod wrażeniem, jakie wywarł na nim film z roku 1966 pt. Przesłanie Tybetańczyków, a przede wszystkim jego 5-minutowa sekwencja – twarze dziesiątek patrzących w kamerę medytujących mistrzów (producentem filmu był znajomy matki z Office de radiodiffusion-télévision française, Arnaud Desjardins). W czasie tej podróży spotkał przedstawicieli buddyzmu tybetańskiego i uległ fascynacji buddyjską filozofią. Po powrocie do Paryża zakończył pracę doktorską, po czym postanowił porzucić naukową karierę w dziedzinie biologii. W roku 1972 wyjechał w Himalaje na stałe.

### Himalaje

#### Nauka filozofii tybetańskiej

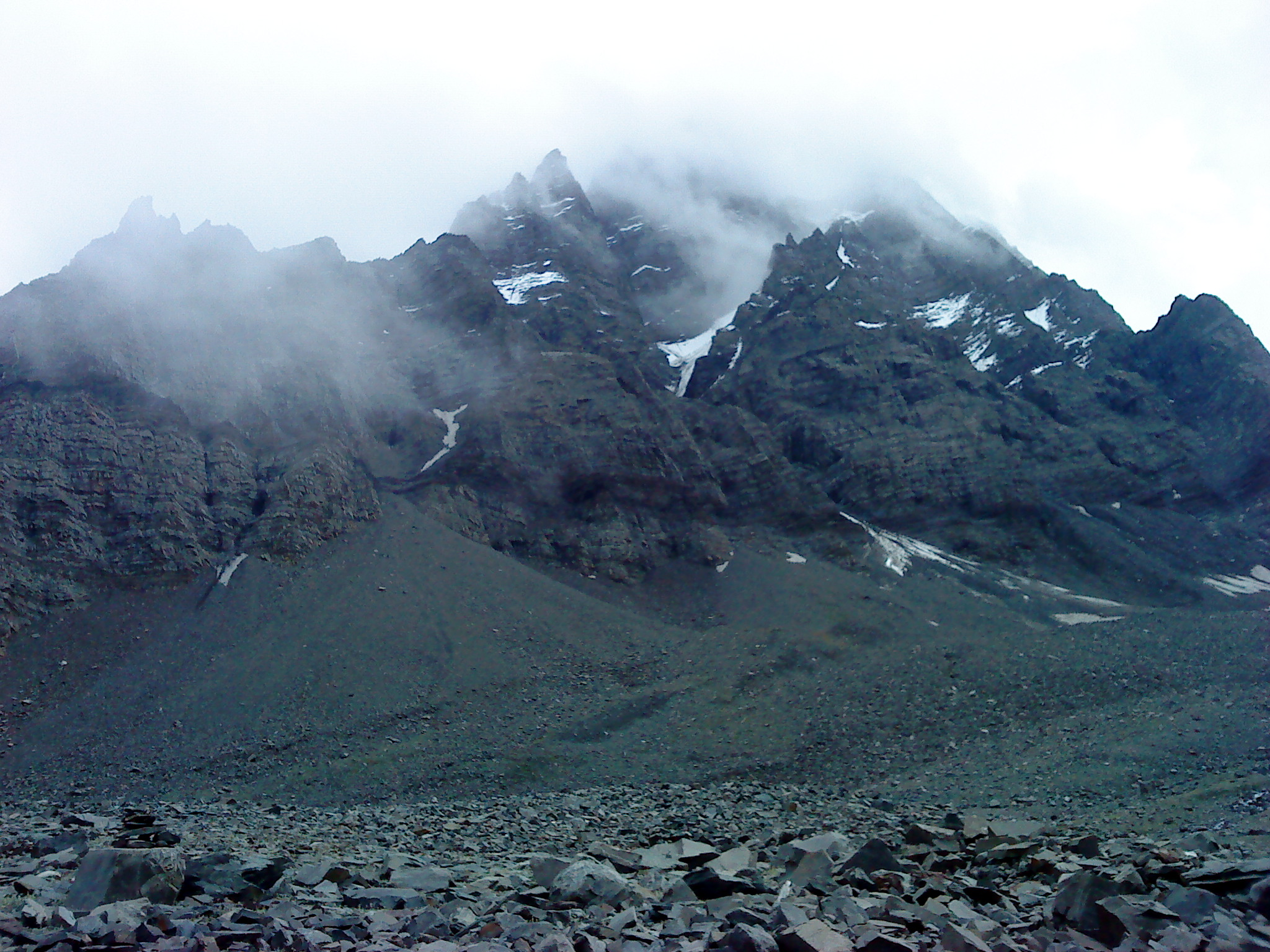
Szczyt Kailash we wschodnim Tybecie, w pobliżu miejsca medytacji M. Ricarda w górskiej pustelni o powierzchni 6 m²

Podróż do Indii w roku 1967 była życiowym przełomem, mimo że Matthieu Ricard nie był do niej dobrze przygotowany – nie znał języka tybetańskiego i angielskiego, a jedynie niemiecki, łacinę i grekę na poziomie szkolnym. Do ważnych spotkań doszło dzięki pomocy przyjaciela – francuskiego ginekologa i położnika (Frédérick Leboyer), który przyjechał do Indii kilka miesięcy wcześniej. Leboyer zaprowadził go do lamy Kangyura Rinpocze (zob. Rinpocze), jednego z bohaterów filmu Przesłanie Tybetańczyków, nauczyciela tradycji Ningma. Dzień tego spotkania w dwuizbowej chacie lamy w pobliżu Dardżyling, 2 czerwca 1967 roku, Ricard uważa za początek swojego prawdziwego życia. Zachwycił się spokojem i odczuwalnym współczuciem, a równocześnie wielką siłą woli lamy. Przebywał u niego przez trzy tygodnie, a w latach 1967–1972 – do czasu przyjazdu na stałe – wracał do Indii na letnie wakacje. Po roku 1972 pod opieką Kangyura Rinpocze (1898–1975) został praktykującym wyznawcą tybetańskiego buddyzmu.
Po śmierci Kangyura Rinpocze Ricard korzystał z pomocy jego najstarszego syna, Tulku Pemy Wangyala (późniejszego założyciela ośrodków medytacji w dolinie Dordogne). W roku 1979 został mnichem.

#### Buddyjski mnich i filozof

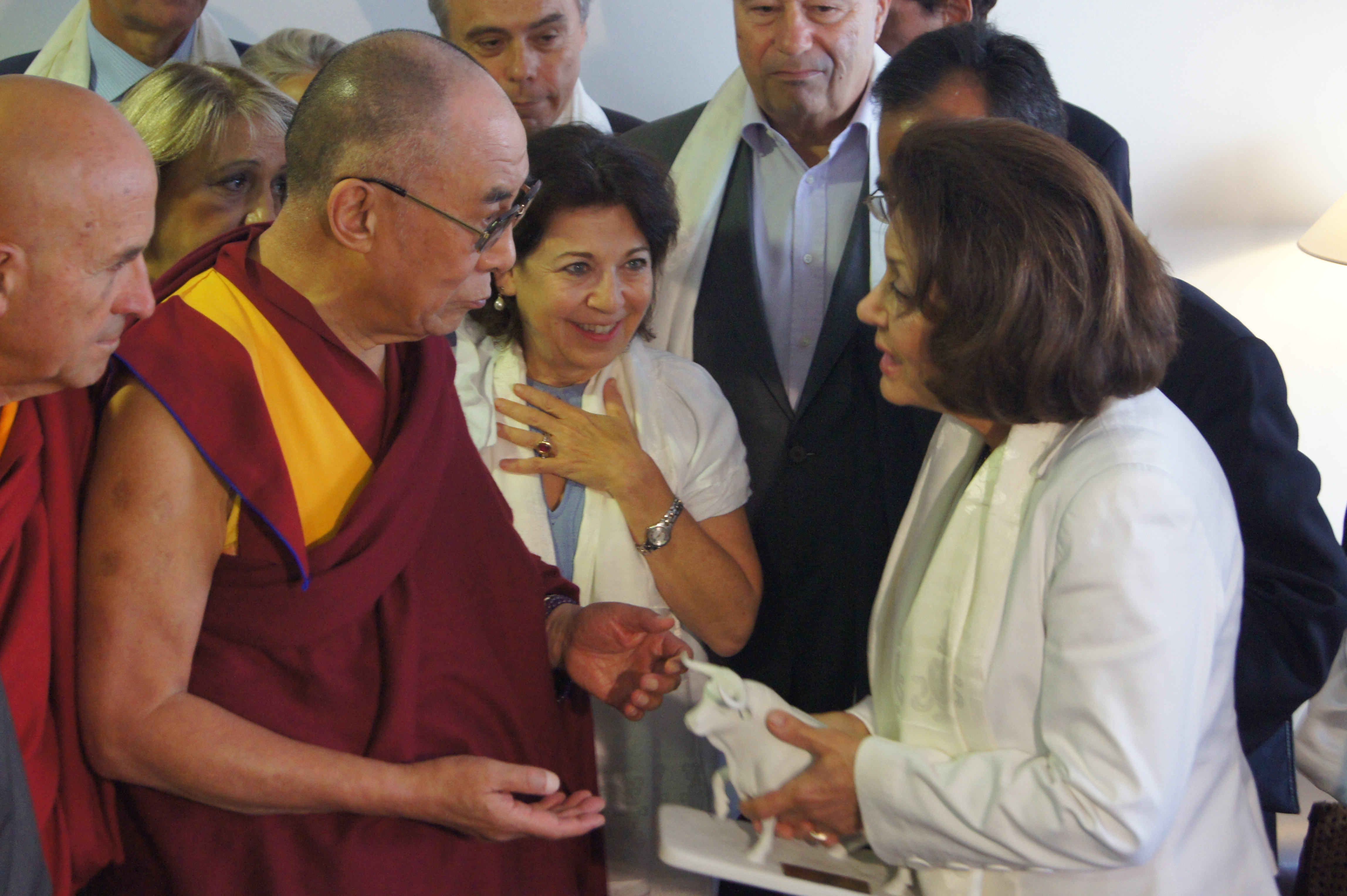
Dalajlama XIV (z oficjalnym tłumaczem) w czasie rozmowy z Muriel Marland-Militello i Corinne Lepage na spotkaniu z parlamentarzystami w Tuluzie (15 sierpnia 2011)

Przez 12 lat był osobistym sekretarzem Dilgo Khyentse Rinpocze. Od roku 1989 towarzyszy Dalajlamie XIV jako jego „prawa ręka” i oficjalny tłumacz na język francuski.
Zadania tłumacza Dalajlamy XIV (Tenzin Gjaco, imię duchowe: Najczcigodniejszy, Doskonałej Chwały, Elokwentny, Inteligentny Dzierżawca Nauk, Ocean Mądrości) są znacznie trudniejsze od zadań tłumaczy dokonujących przekładów ze źródłowego na docelowy język strefy cywilizacji zachodniej, w którym często nie występują liczne pojęcia z dziedziny filozofii buddyjskiej (opartej na wschodnich dociekaniach natury ludzkiego umysłu, trwających ponad dwa tysiące lat) lub są one niedokładnie lub niepoprawnie rozumiane (zob. np. pięć skupisk i sześć światów, traktowanych niekiedy jako przenośne określenia stanów ludzkiego umysłu, Budda Siakjamuni i jego Cztery Szlachetne Prawdy). Dalajlama XIV jest głęboko zainteresowany postępami zachodniej nauki (zob. metoda naukowa, paradygmat), zwłaszcza neurobiologicznymi obserwacjami działania mózgu, wynikami badań dotyczących powstawania emocji i świadomości. Często natrafiając w zachodnim środowisku naukowym na dowody lekceważenia buddyjskich doświadczeń (zob. problem demarkacji) podjął inicjatywę utworzenia forum międzynarodowego dialogu „Mind and Life Dialogues” na tematy z wielu dziedzin nauki – filozofii, psychologii, neurobiologii (dialogi są organizowane w Mind & Life Institute, którego członkiem jest Ricard).
Liczne próby porozumienia się ponad granicami kultur i między grupami ludzi, posługujących się hermetycznymi specjalistycznymi językami, zamieścił Daniel Goleman w swojej relacji z przebiegu debaty na temat emocji destrukcyjnych, przeprowadzonej w roku 2000 . Matthieu Ricard brał w tym spotkaniu udział jako tłumacz Dalajlamy oraz reprezentant filozofów buddyjskich (zagadnienie widziane z punktu widzenia filozofii zachodniej przedstawiał Owen Flanagan z Duke University). Ricard omawiał – próbując znaleźć słowa zrozumiałe dla wszystkich uczestników debaty – m.in. różnice między wschodnim i zachodnim spostrzeganiem poczucia własnej wartości, świadomości własnych osiągnięć i szacunku do samego siebie (zob. samoświadomość), opisywał buddyjskie koncepcje znaczenia miłości (zob. np. miłość platoniczna, chrześcijańska, własna), włącznie z miłością romantyczną i przyjaźnią, siedem rodzajów szczęścia, współczucie, jako pragnienie, aby wszyscy mogli być wolni od cierpienia i jego przyczyn (zob. pierwsza Szlachetna Prawda o Cierpieniu). Występował na spotkaniu również jako uczestnik programu badawczego Utrzymywanie Równowagi Emocjonalnej, który znajdował się wówczas w fazie pilotażowej (brał udział w opracowywaniu metod treningu świadomości)

#### Pisarz i fotograf
W Himalajach M. Ricard kontynuuje działalność literacką oraz fotograficzną, rozpoczętą przed wyjazdem z Francji (Le moine et le philosophe i The Mystery of Animal Migration). Tematem jego dzieł są – widziane w świetle filozofii buddyjskiej – problemy szczęścia, altruizmu, celów i technik medytacji (np. L’art de la méditation). Zajmuje się również tłumaczeniem dzieł swoich tybetańskich mistrzów (np. The Collected Works of Dilgo Khyentse, The Great Medicine That Conquers Clinging to the Notion of Reality: Steps in Meditation on the Enlightened Mind, by Shechen Rabjam Rinpoche) i opracowywaniem ich biografii. Jest autorem cenionych opracowań na temat życia i prac Dilgo Khyentse Rinpocze. Wysoko oceniane są albumy fotograficzne Ricarda, tj. Ode to Beauty lub Bhutan: The Land of Serenity. W jego galerii portretów znajdują się m.in. zdjęcia mistrza Dilgo Khyentse Rinpoche i chłopca, którego uznano za jego reinkarnację (Ogyen Tendzin Jigme Lhundrup).
Dochody ze sprzedaży wydawnictw są przeznaczane na pomoc humanitarną – finansowanie stowarzyszenia Karuna-Shechen.

### Naukowiec wCenter for Investigating Healthy Mindsw UW–Madison
Ricard był uczestnikiem przełomowych badań, prowadzonych od roku 2000 w ramach powstawania nowej dziedziny wiedzy – „kontemplacyjnej neuronauki”, wykorzystującej buddyjskie doświadczenia w zakresie medytacji i nowoczesne techniki badania aktywności mózgu, stosowane w neurobiologii afektywnej – funkcjonalne obrazowanie metodą rezonansu magnetycznego, pozwalające m.in. obserwować efekty pojawiające się w czasie zmian nastroju (zob. neuroobrazowanie), oraz elektroencefalografię o spotęgowanych możliwościach i pozytonową tomografię emisyjną. Kliniczne badania aktywności mózgu osób medytujących (adeptów i mistrzów, mających ponad 10 tys. godzin praktyki) wykonywano przez niemal 15 lat w ok. 20 uniwersytetach, w tym głównie w Center for Investigating Healthy Minds w University of Wisconsin-Madison pod kierownictwem Richarda Davidsona (członka Mind & Life Institute). W badaniach uczestniczyło ponad 100 osób – świeckich adeptów medytacji i mnichów, mających za sobą tysiące godzin praktyki (podczas 3-letniego odosobnienia w pustelni mnisi medytują 12 godzin dziennie, a potem 3–4 godzin dziennie). Jednoznacznie potwierdzono, że u osób doświadczonych w medytacjach, np. o współczuciu dla wszystkich czujących istot, pojawia się stan dobrego samopoczucia związany z aktywnością lewej części kory przedczołowej (część prawa jest aktywna w czasie odczuwania emocji destrukcyjnych, tj. złość, strach). Taka lateralizacja kory jest tym wyraźniejsza, im większe doświadczenie w medytacji ma dana osoba (M. Ricard osiągnął wyniki rekordowe w grupie wszystkich poddanych badaniom). Stwierdzono, że podobne do medytacji buddyjskiej ćwiczenia umysłu mogą być skuteczne np. w leczeniu depresji lub chronicznego bólu (prowadzą do trwałej zmiany struktury sieci neuronowej).

## Publikacje

### Książki
Wybór według strony internetowej www.matthieuricard.org
Autorstwo i współautorstwo
- Altruism: The Power of Compassion to Change Yourself and the World
- The Skill of Happiness
- Why Meditate: Working with Thoughts and Emotions
- The Monk and the Philosopher: A Father and Son Discuss the Meaning of Life (współautor: Jean-François Revel)
- The Quantum and the Lotus: A Journey to the Frontiers Where Science and Buddhism Meet (współautor: Trinh Xuan Thuan)
- Happiness: A Guide to Developing Life's Most Important Skill
- The Art of Meditation
- The Spirit of Tibet: The Life and World of Khyentse Rinpoche, Spiritual Teacher
- On the Path to Enlightenment – Heart Advice from the Great Tibetan Masters
- Buddhist Himalayas (fot. Olivier i Danielle Föllmi, Matthieu Ricard)

Albumy fotograficzne
- An Ode to Beauty
- Tibet : Regards de compassion
- The Heart of Compassion: The Thirty-seven Verses on the Practice of a Bodhisattva
- Bhutan: The Land of Serenity

Przekłady
- Shechen Rabjam Rinpoche, The Great Medicine That Conquers Clinging to the Notion of Reality: Steps in Meditation on the Enlightened Mind
- The Life of Shabkar: The Autobiography of a Tibetan Yogin
- Rainbows Appear: Tibetan Poems of Shakbar
- The Heart Treasure of the Enlightened Ones: The Practice of View, Meditation, and Action: A Discourse Virtuous in the Beginning, Middle, and End
- The Excellent Path to Enlightenment: Oral Teachings on the Root Text of Jamyang Khyentse Wangpo
- The Wish-Fulfilling Jewel
- The Hundred Verses of Advice: Tibetan Buddhist Teachings on What Matters Most

Książki w języku polskim
- Matthieu Ricard, Jean-Francois Revel, Mnich i filozof[1][18] ISBN 83-87-588-50-4
- Matthieu Ricard, Xuan Thuan Trinh, Nieskończoność w jednej dłoni. Od Wielkiego Wybuchu do Oświecenia ISBN 83-89375-19-2
- Matthieu Ricard, W obronie szczęścia ISBN 83-60207-05-4
- Matthieu Ricard, Sztuka medytacji ISBN 978-83-60656-05-1
- Matthieu Ricard, Na drodze do oświecenia ISBN 978-83-937712-7-1

### Artykuły naukowe
Wybór według strony internetowej www.matthieuricard.org:
- Differential pattern of functional brain plasticity after compassion and empathy training
- The Dalai Lama: Happiness through wisdom and compassion, Matthieu Ricard, International Journal of Wellbeing, 1(2)
- Long-term meditators self-induce high-amplitude gamma synchrony during mental practice, Antoine Lutz, Matthieu Ricard, i wsp., Proceedings of the National Academy of Sciences of the United States of America 2004, 101(46)
- Meditation and the startle response: A case study, Robert W. Levenson, Paul Ekman, Matthieu Ricard, Emotion 2012, 12(3)
- Buddhist and psychological perspectives on emotions and well-being, Paul Ekman, Richard Davidson, Matthieu Ricard, B. Alan Wallace, Current Directions in Psychological Science 2005, 14(2)
- Measuring happiness: from fluctuating happiness to authentic—durable happiness, Michaël Dambrun, Matthieu Ricard i wsp., Frontiers in Personality Science and Individual Differences 2012
- Self-centeredness and selflessness: A theory of self-based psychological functioning and its consequences for happiness, Michaël Dambrun, Matthieu Ricard, Review of General Psychology 2011, Vol. 15, No. 2
- seria artykułów na temat psychologii pozytywnej, altruizmu i szczęścia w: Transcendence of the self and happiness: a test of the happiness model based on centered-decentered self, Michaël Dambrun i Matthieu Ricard w: International Journal of Social Psychology, Number 93; Les Cahiers Internationaux de Psychologie Sociale (C.I.P.S.), Number 93

### Artykuły nt. buddyzmu
Wybór według strony internetowej www.matthieuricard.org
- Brief chronological compendium of spiritual masters and great scholars of Tibetan Buddhism
- INA.fr Buddhism, a path to enlightenment
- The benefits of meditating on impermanence
- Why do Buddhists venerate the Buddha?
- Reincarnation is not the rebirth of a self
- Inner peace is not apathy
- A Piece of Advice
- How to approach death
- A remarkable life
- Emptiness
- Impermanence
- The Science of the Mind

### Edukacja otwarta
Ricard jest bardzo czynnym popularyzatorem dziedziny swojej działalności naukowej. Prowadzi seminaria i warsztaty, udziela licznych wywiadów zainteresowanym dziennikarzom itp. (np. wywiad dla „Le Temps” pt. Aktywne współczucie). Wykłady Ricarda są publikowane w internetowych portalach edukacyjnych, np. w „Google Tech Talks” lub Technology, Entertainment and Design (TED).

## Działalność charytatywna –Karuna-Shechen
Kierując się ideą współczucia w działaniu Matthieu Ricard założył w roku 2000 charytatywną organizację non-profit, nazwaną Karuna-Shechen (zob. karuna; Shechen – m.in. główny klasztor Nyingmapa w Tybecie). Organizacja jest dofinansowywana przez Matthieu Ricarda (zyski z jego działalności wydawniczej) i innych darczyńców. Zarządza (we współpracy z lokalnymi partnerami) programami, realizowanymi w dziedzinie podstawowej opieki zdrowotnej (np. budowa kliniki chirurgicznej w Tybecie), edukacji (m.in. budowa Bamboo Schools, pierwsza „bambusowa uczelnia” w Nepalu) i usług społecznych dla populacji Indii, Nepalu i Tybetu (np. uruchamiania wiejskich instalacji energetyki słonecznej) Stara się zaspakajać specyficzne potrzeby i aspiracje społeczności regionu, troszcząc się o jego unikalne dziedzictwo kulturowe. Dużą wagę przywiązuje do rozwiązania problemu równouprawnienia kobiet (m.in. edukacja dziewcząt, nieformalny program edukacyjny dla ubogich kobiet w Indiach)
Za swoją działalność humanitarną otrzymał francuski Order Narodowy Zasługi.